# Rondibilis paralineaticollis
Rondibilis paralineaticollis là một loài bọ cánh cứng trong họ Cerambycidae.